# Długi Gronik
Długi Gronik (569 m), Gronik Długi – porośnięte lasem wzniesienie w Pieninach. Tworzy najdalej na północny wschód wysunięty, znajdujący się w zakolu Dunajca skraj Pieninek. Położone jest już poza granicami Pienińskiego Parku Narodowego, administracyjnie należy do Krościenka w województwie małopolskim, w powiecie nowotarskim. U podnóży Długiego Gronika znajdują się osiedla Krościenka: Do Jurka, Do Grzegorza, Do Kurpasa. Na północno-zachodniej stronie Długiego Gronika znajduje się odkryty (łąki i pola uprawne) taras zwany Do Natonia, z którego roztaczają się widoki na Szczawnicę, Dzwonkówkę i zachodnią część Małych Pienin z Palenicą, Szafranówką i Bystrzykiem. Przez taras ten prowadzi zielony szlak turystyczny z Krościenka na Przełęcz Sosnów. Na południowo-wschodniej stronie znajduje się położona na wysokości 440 m rówień zwana Za Piecem, na której wysiadają turyści przeprawiający się ze Szczawnicy przez Dunajec tratwą z przystani promowej Nowy Przewóz. W północno-zachodnim kierunku powyżej Długiego Gronika, już na stokach Sokolicy, znajduje się polana Sosnów, przez którą prowadzi niebieski szlak na Sokolicę, i z której dobrze widoczny jest Długi Gronik.
Z rzadkich w polskich Karpatach roślin zanotowano występowanie na Długim Groniku omanu wąskolistnego. Rozrósł się tutaj obficie na bezleśnym stoku po pożarze lasu. Obecnie jednak, po zarośnięciu stoków przez las wyginął. W 2016 r. znaleziono tu gatunki rzadkich mchów podlegających ochronie: zwiślik maczugowaty (Anomodon attenuatus) i grzebieniowiec piórkowaty (Ctenidium molluscum). Z rzadkich w Polsce grzybów w 1992 r. znaleziono tu goździeńca przydymionego (Clavaria fumosa).